# Handrol

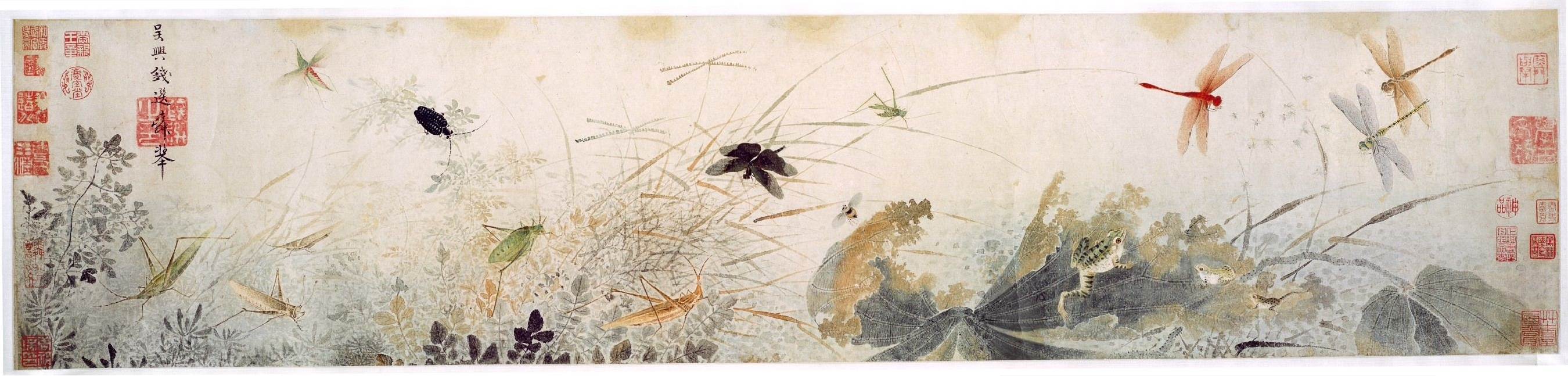
Detail van Vroege herfst door Qian Xuan (Song-dynastie)

Een handrol is een lange, smalle boekrol die in de traditionele kunst van China, Japan en Korea gebruikt werd om schilderingen en kalligrafie op af te beelden.

## Beschrijving
Traditionele handrollen zijn meestal enkele meters lang en tussen de 25 en 40 centimeter hoog. De achterkant wordt beschermd door zijde en is voorzien van een klein titellabel. Het is de bedoeling om de handrol plat op de tafel uit te rollen en van rechts naar links te bekijken. Gewoonlijk bestaat de voorzijde uit een titelplaat aan de rechtzijde, het kunstwerk in het midden en een colofon aan de linkerzijde.

## Geschiedenis
Reeds in de Periode van Lente en Herfst (770–481 v.Chr.) werden handrollen van stukjes bamboestengel of houten latjes gebruikt voor het bewaren van tekst. Tijdens de tweede helft van de Han-periode (206 v.Chr.–220 na Chr.) werden handrollen steeds vaker uitgevoerd in papier of zijde. Het werd een veelgebruikt medium voor het vertonen van schilderwerken in de periode van de Drie Koninkrijken (220–280). Ook kalligrafieën verschenen steeds vaker op handrol, gedurende de Tang-dynastie (618–907) was het een van de meest gebruikte documentformaten.